# Sônia Guajajara
Sônia Bone de Sousa Silva Santos, conhecida como  Sônia Guajajara OMC (Terra Indígena Arariboia, Bom Jesus das Selvas, 6 de março de 1974), é uma líder indígena brasileira e política filiada ao Partido Socialismo e Liberdade (PSOL). É formada em Letras e em Enfermagem, especialista em Educação especial pela Universidade Estadual do Maranhão. Recebeu em 2015 a Ordem do Mérito Cultural. Em 2022 foi considerada uma das 100 pessoas mais influentes do mundo pela revista Time.
Atualmente, a liderança indígena é coordenadora executiva da Articulação dos Povos Indígenas do Brasil (APIB) e integrante do Conselho da Iniciativa Inter-religiosa pelas Florestas Tropicais do Brasil, iniciativa do Programa das Nações Unidas para o Meio Ambiente (PNUMA)
Em 2022, Sônia Guajajara integrou a equipe de transição do terceiro governo Lula e foi anunciada como a primeira ministra dos Povos Índigenas.
Em 2023, foi apontada uma das 100 mulheres mais inspiradoras do mundo pela BBC.

## Biografia
Sônia Guajajara é do povo guajajara/Tenetehara, que habita nas matas da Terra Indígena Arariboia, no Maranhão. Seus pais eram analfabetos, mas aos 10 anos, saiu da sua terra para estudar na cidade de Imperatriz, onde trabalhou em casas de família em troca de moradia.
Deixou Arariboia, aos quinze anos, contrariando a vontade dos pais, para estudar o ensino médio, em Minas Gerais, com o suporte da Funai. Após se formar na escola, retornou ao Maranhão e estudou Letras e Enfermagem na Universidade Estadual do Maranhão (UEMA). Além das duas graduações, Guajajara fez pós-graduação em Educação Especial. Foi conquistando espaço com a militância e ganhou projeção em órgãos internacionais, como no Conselho de Direitos Humanos da ONU.
Em 2023, Sônia Guajajara foi entrevistada no programa Roda Viva, onde falou sobre sua trajetória pessoal e política.

## Trajetória política
Sua militância em ocupações e protestos começou na coordenação das organizações e articulações dos povos indígenas no Maranhão (COAPIMA) e levou-a à coordenação executiva da  Articulação dos Povos Indígenas do Brasil (APIB). Antes disso, ainda passou pela Coordenação das Organizações Indígenas da Amazônia Brasileira (COIAB).
Entre 2000 e 2011, Guajajara foi militante filiada ao Partido do Trabalhadores (PT) e em 2011 entrou no Partido Socialismo e Liberdade (PSOL).
Em 2010, Sônia Guajajara entregou o prêmio Motosserra de Ouro para Kátia Abreu, que na época era ministra da Agricultura, em protesto contra as alterações do Código Florestal.
Em 2017, Alicia Keys, artista engajada com diversas causas sociais, cedeu seu espaço no palco principal do Rock in Rio para que a líder indígena Sônia Guajajara discursasse pela demarcação de terras na Amazônia, momento em que foi ovacionada pelo público ao som de "Fora Temer!". A fala aconteceu durante a execução da música "Kill Your Mama", que aborda justamente a devastação do meio ambiente. Através de um manifesto "Por uma candidatura indígena, anticapitalista e ecossocialista" no site 518anosdepois.com, que faz menção aos 518 anos da colonização europeia no Brasil.
No dia 3 de fevereiro de 2018, Sônia Guajajara foi lançada como pré-candidata a vice-presidente da república na chapa encabeçada por Guilherme Boulos, líder do Movimento dos Trabalhadores Sem Teto, tornando-se a primeira pré-candidata de origem indígena à presidência da república. A chapa Boulos/Sônia alcançou a 10ª colocação no primeiro turno da eleição presidencial, com 617.122 votos, 0,58% dos votos válidos.
Em 2019, Guajajara liderou a Jornada Sangue Indígena Nenhuma Gota a Menos, que percorreu o Brasil e mais 12 países europeus para denunciar o desmonte dos direitos indígenas durante o governo Bolsonaro.
Sônia Guajajara tem voz no Conselho de Direitos Humanos da Organização das Nações Unidas e já levou denúncias às Conferências Mundiais do Clima (COP) e ao Parlamento Europeu.
Em 22 de março de 2022, Guajajara foi confirmada como pré-candidata ao cargo de deputada federal pelo estado de São Paulo nas eleições legislativas deste ano. Em 03 de outubro do mesmo ano ela se torna a primeira indígena a ser eleita deputada federal pelo estado de São Paulo. Foi eleita com 156.966 votos.
Em 2024, Sônia Guajajara participou da cerimônia oficial de retorno do Manto Tupinambá que permaneceu no Museu Nacional da Dinamarca por 335 anos.

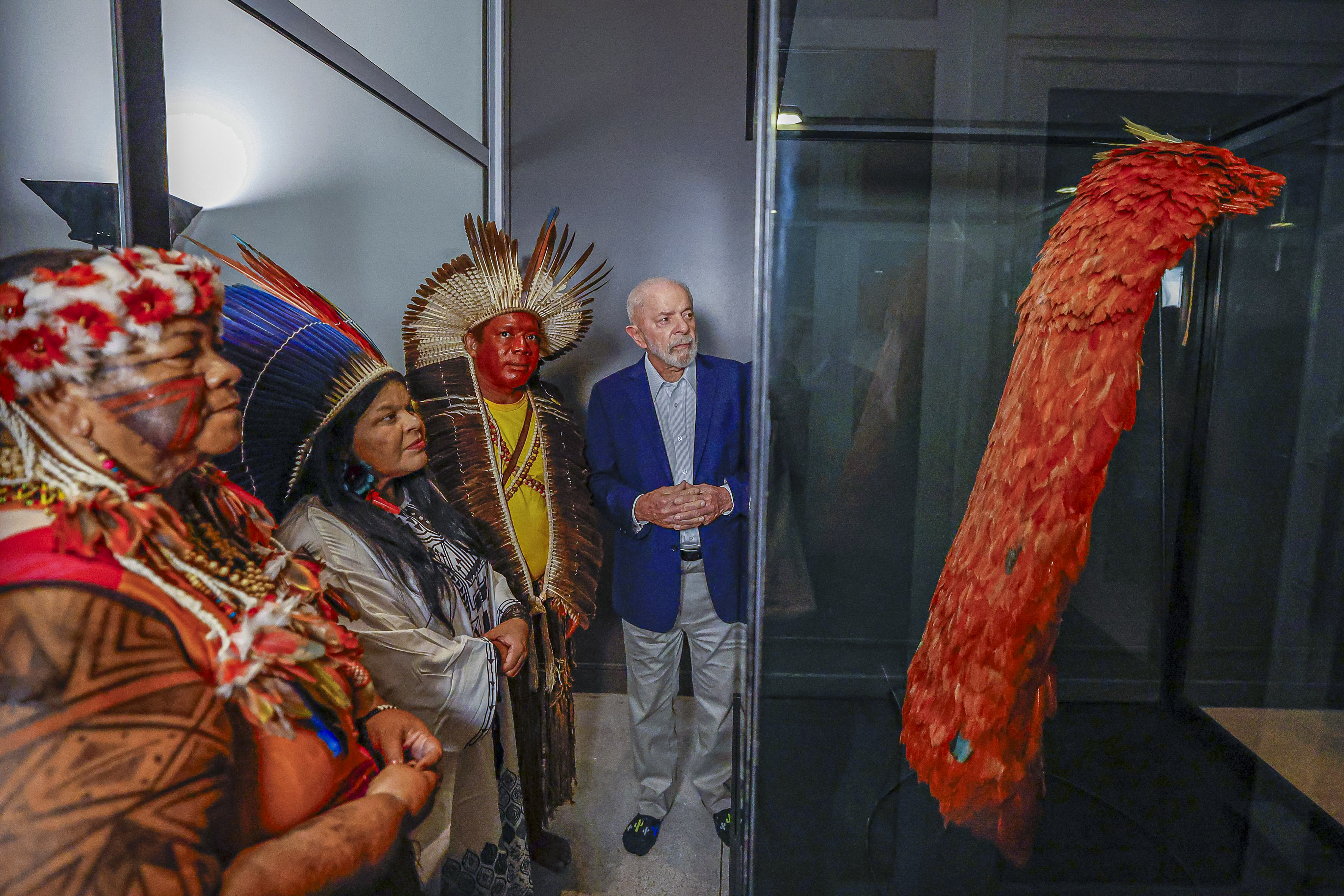
Sônia Guajajara e Presidente Lula durante cerimônia de celebração do retorno do Manto Tupinambá ao Brasil, em 12.09.2024

## Ministra dos Povos Índigenas

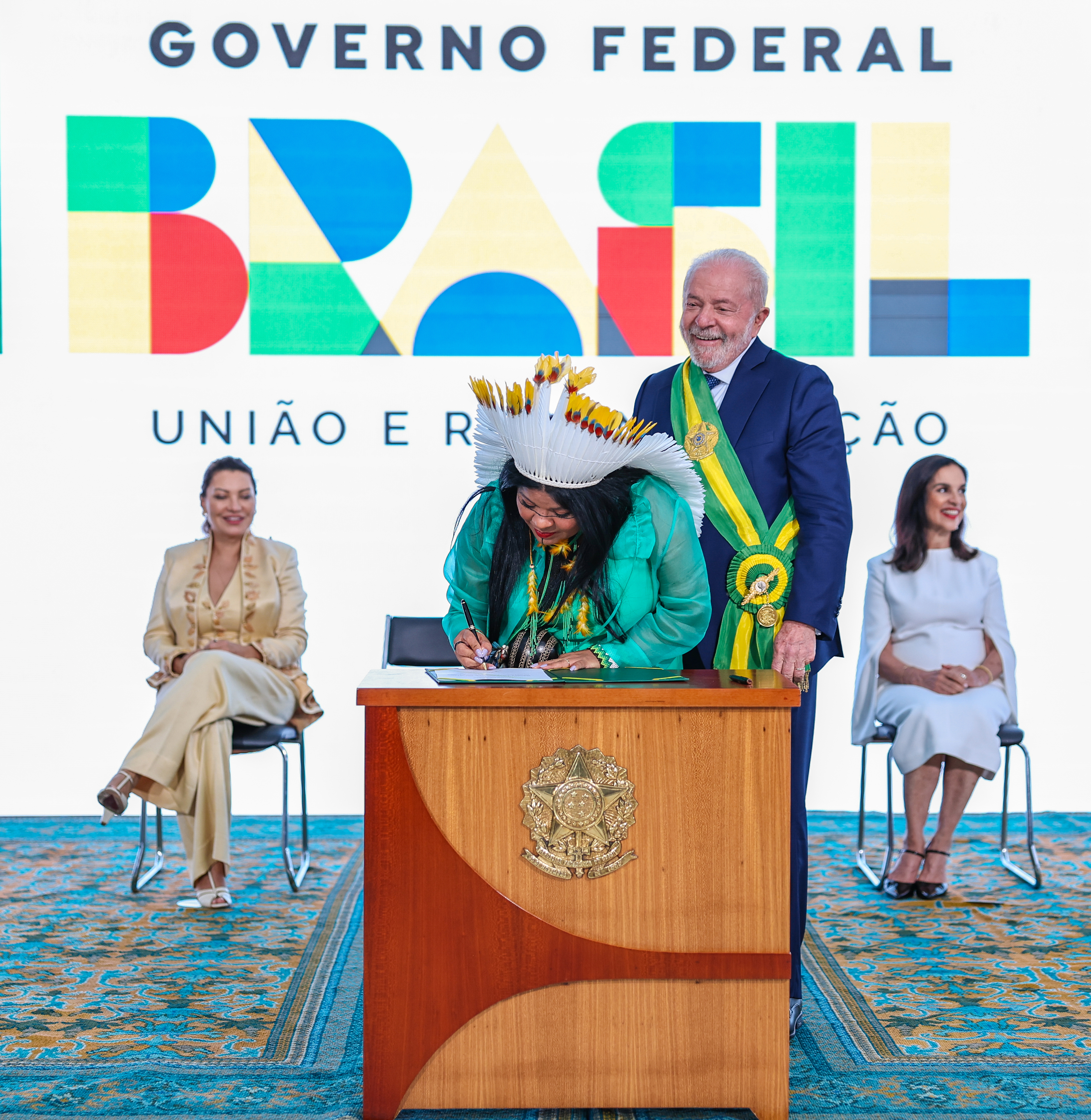
Assinando o termo de posse no cargo de Ministra de Estado dos Povos Originários.

Em dezembro de 2022, Sonia foi anunciada como a primeira ministra dos Povos Índigenas.

## Controvérsias
Em novembro de 2017, durante a realização da COP 23 em Bonn, na Alemanha, Sônia Guajajara declarou que a presença da Articulação dos Povos Indígenas do Brasil (APIB) no evento, do qual era integrante, só foi possível graças ao financiamento de ONGs como a Fundação Ford, dos EUA.
Em 2017, na “Carta por uma candidatura indígena, anticapitalista e ecossocialista”, Sônia Guajara se declarou ecossocialista e defendeu a ideia de que a contradição capital-natureza é estruturante em nossa sociedade. Ela também criticou a direita tradicional brasileira e também ao modelo neoliberal desenvolvimentista realizado pelos governos do Partido dos Trabalhadores (PT) nos seus 13 anos de governo.

## Desempenho eleitoral
| Ano  | Eleição                | Partido | Candidata a                                      | Votos   | %     | Resultado  |
| ---- | ---------------------- | ------- | ------------------------------------------------ | ------- | ----- | ---------- |
| 2018 | Presidencial no Brasil | PSOL    | Vice-presidente Titular: Guilherme Boulos (PSOL) | 617.122 | 0,58% | Não eleita |
| 2022 | Estaduais em São Paulo | PSOL    | Deputada federal                                 | 156.966 | 0,66% | Eleita     |

## Vida pessoal
Sônia Guajajara, chamada de “Soninha” por amigos e familiares, é mãe de Yaponã, 22 anos, Mahkai, 20, Ywara, 16, e Intaniara, que morreu de hepatite aos 2 anos. Foi casada por 18 anos com Lindomir, pai de seus filhos, de quem se separou em 2014.

## Premiações e reconhecimento
- 2015 - Prêmio Ordem do Mérito Cultural, condedido pelo Ministério da Cultura (Minc).[35]
- 2015 - Medalha 18 de Janeiro, condedida pelo Centro de Promoção da Cidadania e Defesa dos Direitos Humanos Padre Josimo.[35]
- 2015 - Medalha Honra ao Mérito do Governo do Estado do Maranhão.[35]
- 2019 - Prêmio João Canuto pelos Direitos Humanos da Amazônia e da Liberdade, concedido pelo Movimento Humanos Direitos (MHuD).[11]
- 2019 - Prêmio Packard, concedido pela Comissão Mundial de áreas protegidas da União Internacional para Conservação da Natureza (UICN).[35]
- 2020 - Prêmio Letelier-Moffitt de Direitos Humanos em nome da Articulação dos Povos Indígenas do Brasil (Apib), em reconhecimento a jornada “Sangue Indígena: Nenhuma Gota a Mais”.[35][36]
- 2022 - Time 100 -  categoria Pioneiros, concedido pela revista Time.[37]
- 2023 - 100 mulheres mais inspiradoras do mundo, da BBC.[13]
- 2023 - Grã-Cruz da Ordem de Rio Branco.[38]
- 2024 - Doutora Honoris Causa pela Universidade do Estado do Rio de Janeiro (UERJ).[39]